# جبن مقلي

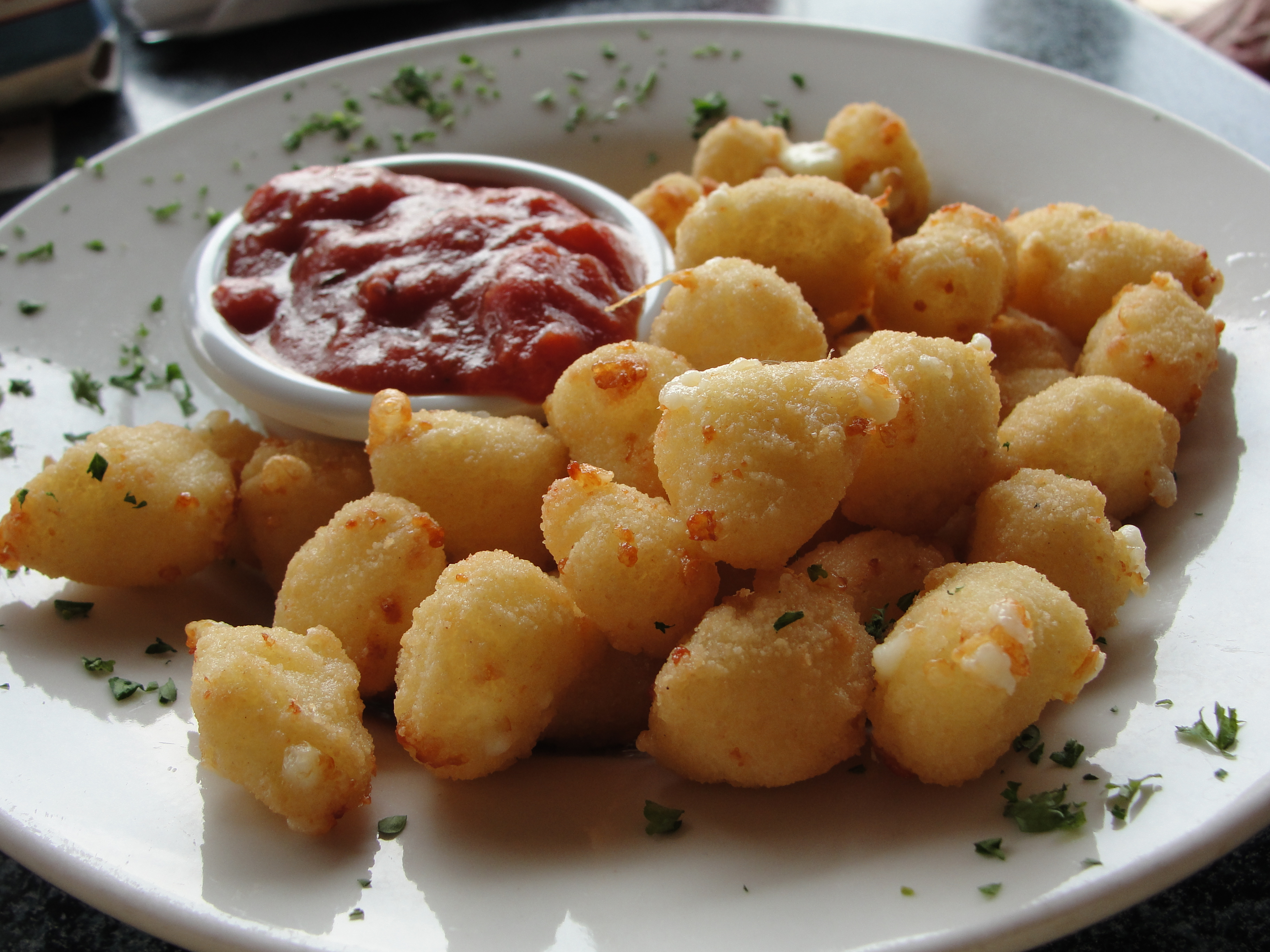
الجبن المقلي

الجبن المقلي هو طبق معد باستخدام الجبن الذي يتم قليه بالزيت. يمكن غمس الجبن المقلي في الخليط قبل القلي، ويمكن قليه في المقلاة أو القلي العميق . يمكن تقديمه كفاتح للشهية أو كوجبة خفيفة . يعتبر الجبن المقلي طعامًا شائعًا في البرازيل وجمهورية الدومينيكان، ويتم تقديمه عادةً كطبق إفطار في قبرص واليونان ولبنان وسوريا وتركيا. يتم تقديم الجبن المقلي كطبق تاباس في إسبانيا، وفي إسبانيا يشار إلى كرات الجبن المقلية باسم delicias de queso (بالإنجليزية: Cheese delights)‏. إنه أيضًا طبق في المطبخ الإيطالي. يتم تقديم الجبن المقلي ساخنًا بعد طهيه مباشرةً. من الممكن أن يصاحب الطبق صلصة غمس أو أن يغطى بالصلصة .

## التاريخ
تم توثيق الجبن المقلي على أنه طبق شهير في القاهرة، مصر، خلال العصور الوسطى، وظل جزءًا من المطبخ خلال فترة الاحتلال العثماني . بعد هذه الفترة ، انخفضت شعبيته بشكل ملحوظ مع مرور الوقت. 

أطباق الجبن المقلية
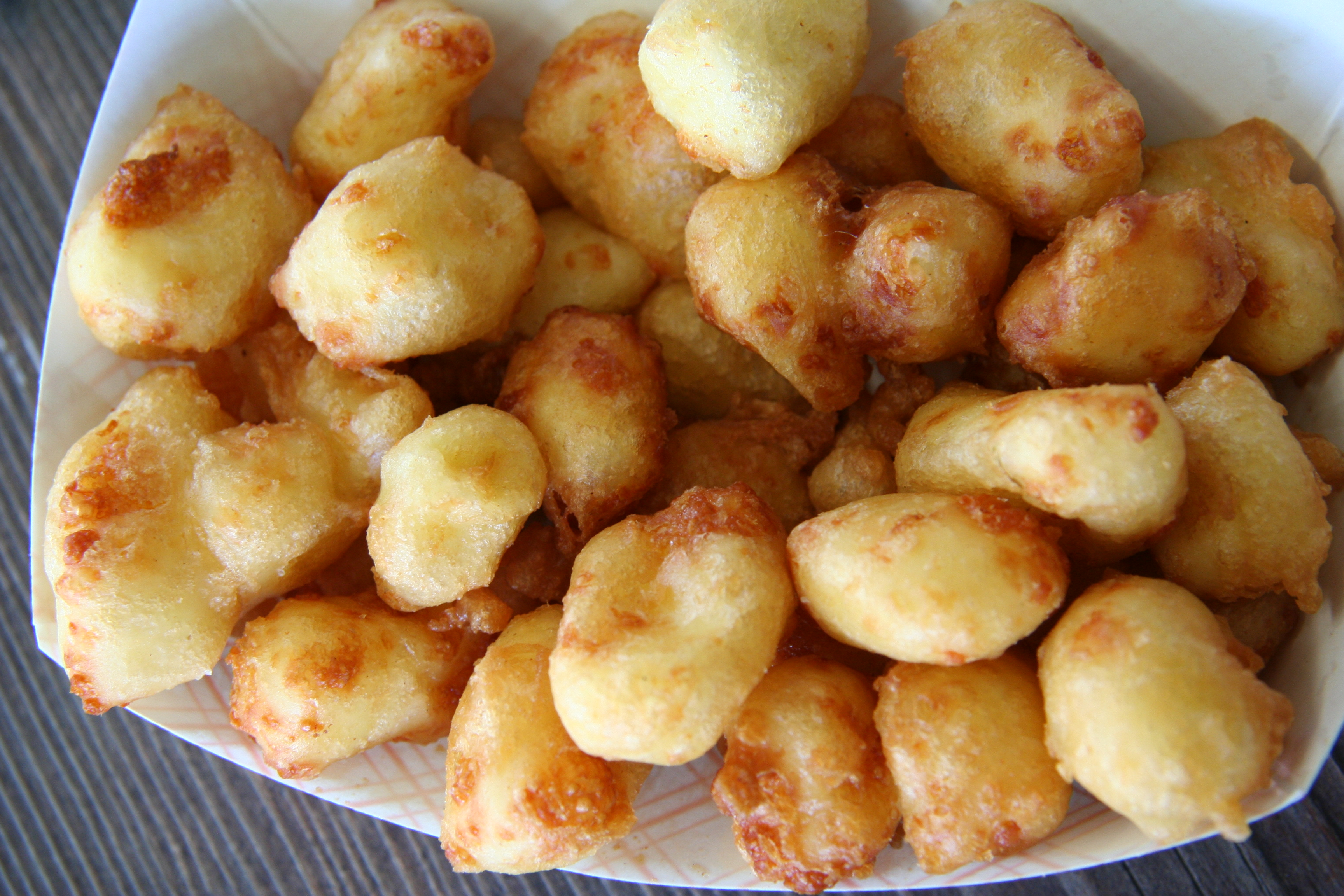
منظر عن قرب للجبن المقلية
أصابع جبن موزاريلا المقلية مقدمة مع صلصة مارينارا
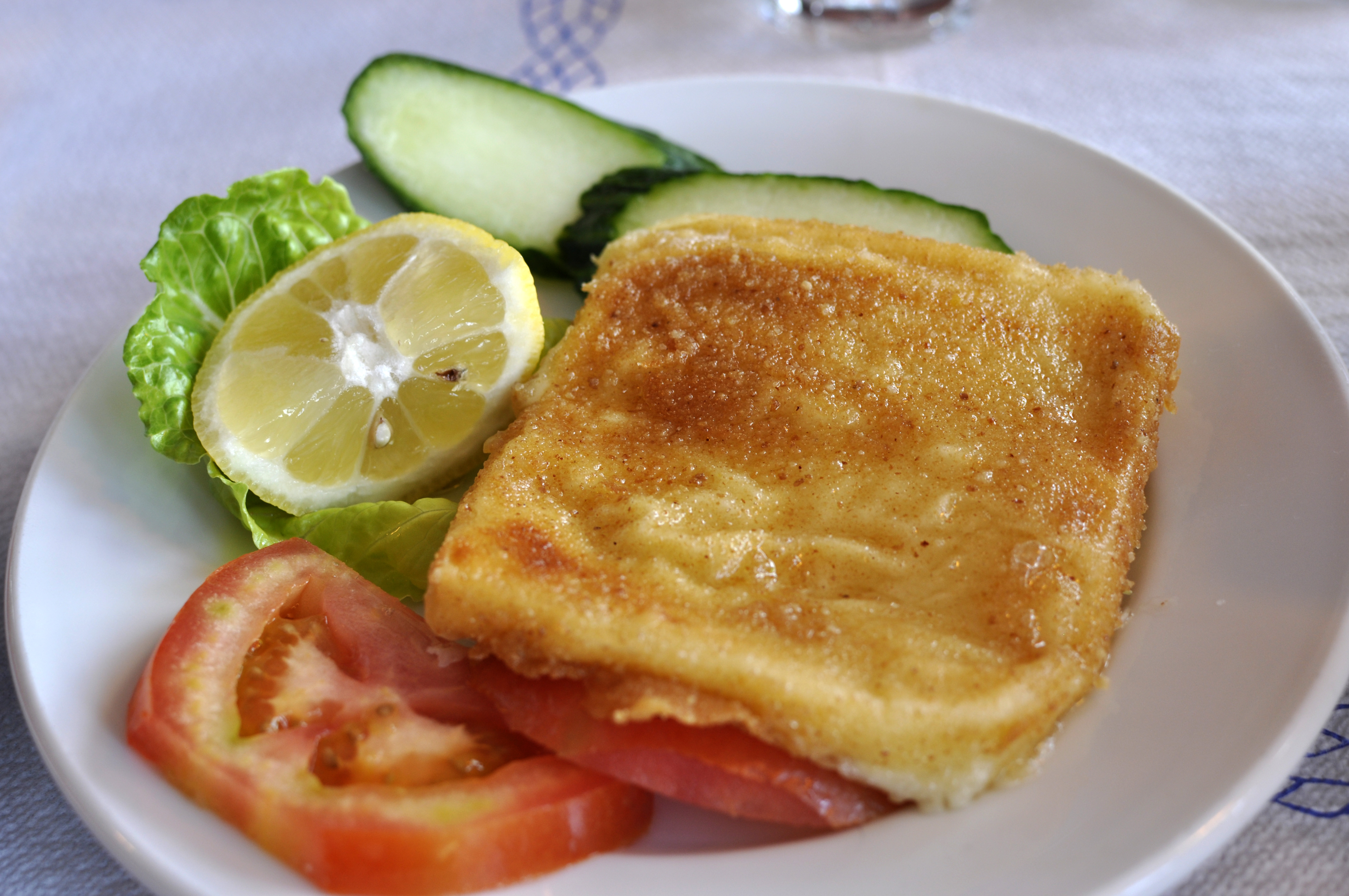
ساجاناكي
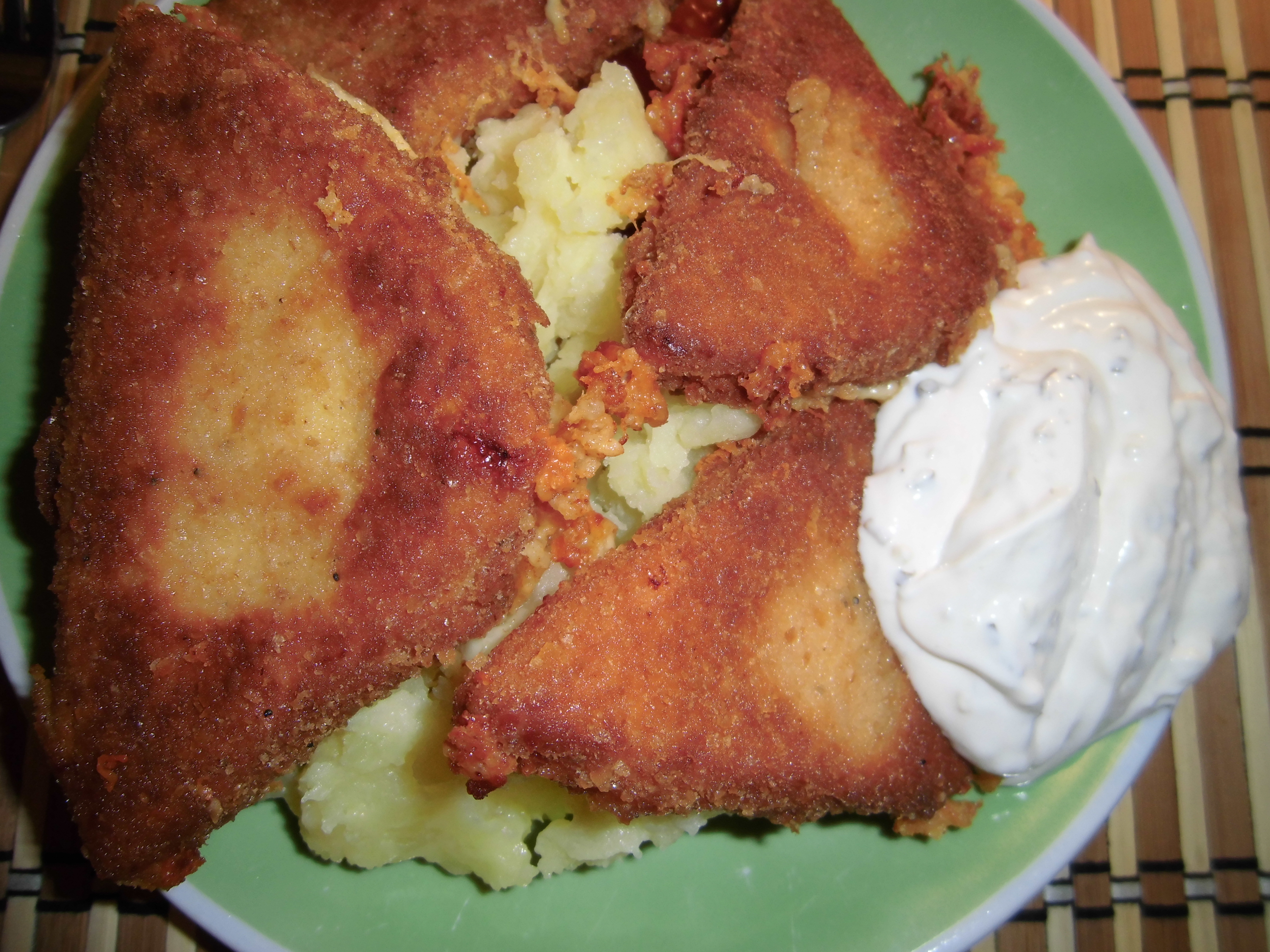
smažený sýr

## فهرس
- Losso، J.N. (2016). The Maillard Reaction Reconsidered: Cooking and Eating for Health. CRC Press. ISBN:978-1-4822-4822-7. مؤرشف من الأصل في 2021-08-20. اطلع عليه بتاريخ 2016-05-26.

## روابط خارجية
- </img>